# Domenico Morelli

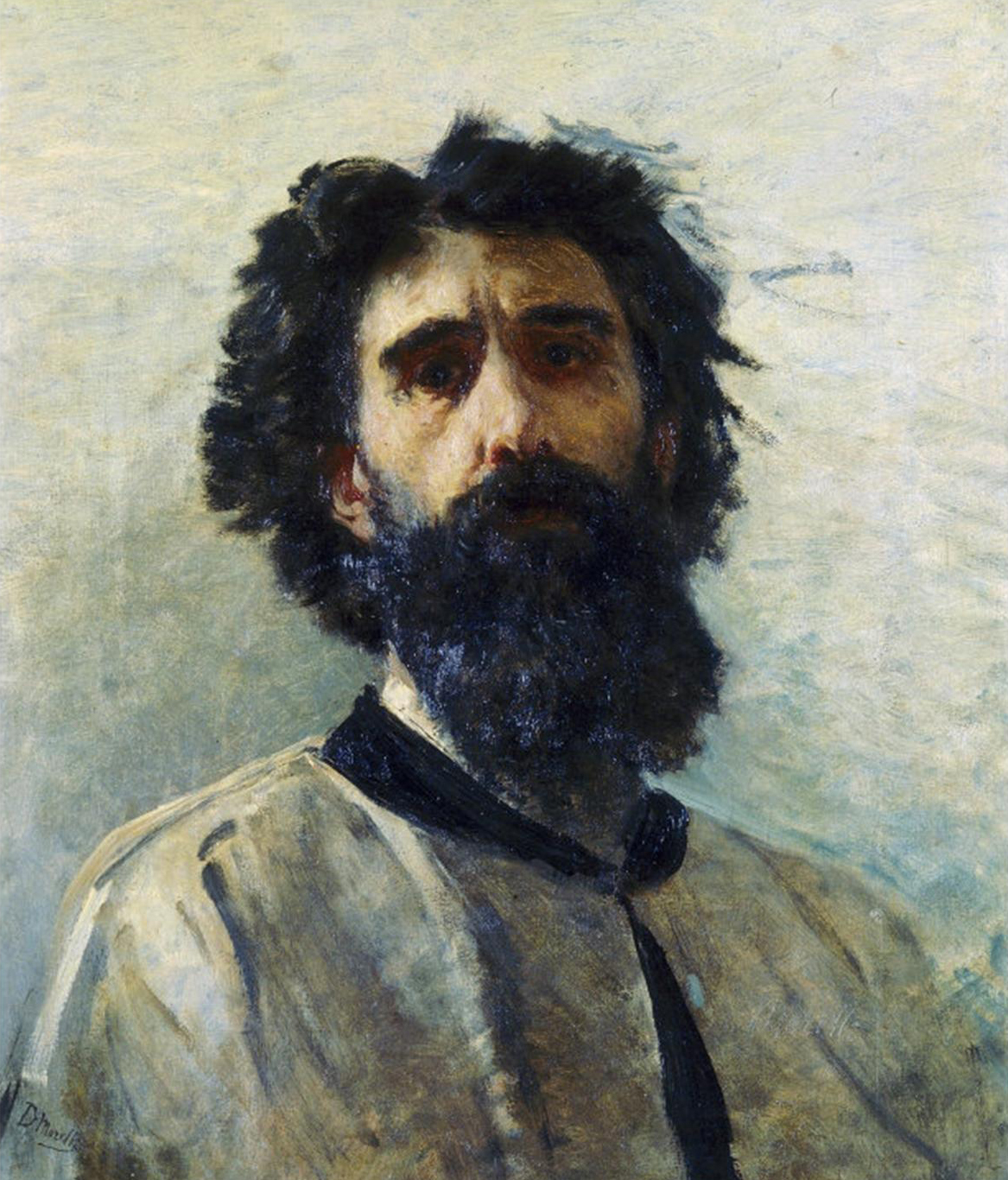
Domenico Morelli.

Domenico Morelli, född 4 augusti 1826 i Neapel, död där 13 augusti 1901, var en italiensk målare. Han var svåger till Pasquale och Emilio Villari.
Morelli var verksam i Neapel, vid vars akademi han från 1869 var professor. Fram till omkring 1855 arbetade Morelli i klassisk stil men övergick därefter till historiemåleri i romantisk anda. Morelli var av stor betydelse för den yngre generationen därigenom, att han i denna konstart införde en frisk färgkultur och realism.